# Lista siturilor arheologice din județul Brașov - O
Lista siturilor arheologice din județul Brașov - O conține toate siturile arheologice din județul Brașov înscrise în Repertoriul Arheologic Național (RAN) și aflate în localități al căror nume începe cu litera O. RAN este administrat de Ministerul Culturii și Patrimoniului Național și cuprinde date științifice, cartografice, topografice, imagini și planuri, precum și orice alte informații privitoare la zonele cu potențial arheologic, studiate sau nu, încă existente sau dispărute.
Puteți căuta un sit din localitățile care încep cu litera O folosind formularul de mai jos sau puteți naviga prin toate siturile din județ la Lista siturilor arheologice din județul Brașov.
| Cod RAN     | Denumire | Localitate                  | Adresă           | Datare | Descoperit | Coordonate | Imagine           | Erori            |
| ----------- | --- | --------------------------- | ---------------- | ------ | ---------- | ---------- | ----------------- | ---------------- |
| 41550.01.01 | Descoperirile de epoca bronzului de la Ormeniș- Dealul Tinerilor / ansamblu anonim (Categorie: depozit/tezaur) (Tip: Depozit) | sat Ormeniș, comuna Ormeniș | Dealul Tinerilor |        |            |            | Încărcați imagine | Raportați eroare |
| 41550.02.01 | Posibila așezare romană de la Ormeniș / ansamblu anonim (Categorie: locuire civilă) (Tip: Așezare)                            | sat Ormeniș, comuna Ormeniș |                  |        |            |            | Încărcați imagine | Raportați eroare |